# Para-urethrale klieren
De para-urethrale klieren of klieren van Skene zijn klieren bij de vrouw rond de uitgang van de urinebuis. Het zijn enkele van de klieren die het vaginale vocht vormen om penetratie te vergemakkelijken. Dit vocht wordt afgescheiden bij seksuele opwinding.
In 2002 werden door het internationaal comité van anatomische terminologie de vrouwelijke para-urethrale klieren benoemd als 'vrouwelijke prostaat'.